# Tex (комикс)
Tex — итальянская серия комиксов в жанре вестерн, посвящённая одноимённому персонажу. Создана в 1948 году сценаристом Джованни Луиджи Бонелли и художником Аурелио Галлеппини, издаётся в Италии издательством Sergio Bonelli Editore.
Наряду с Topolino и Diabolik, Tex считается одной из самых известных и продолжительных серий итальянских комиксов, а также флагманом издательского дома Bonelli. Персонаж появился в 1948 году без особых ожиданий на успех, однако со временем стал настоящим феноменом: серия издаётся уже более семидесяти лет, превратившись в объект социологических исследований, темой дипломных работ, а также предметом многочисленных инициатив — выставок, встреч с читателями, критических сборников и научно-популярных публикаций.
Комикс на протяжении многих лет входил в число самых продаваемых в Италии, достигнув в пиковые годы ежемесячного тиража до 700 000 экземпляров. В 2010 году продажи по-прежнему превышали 200 000 экземпляров в месяц. Tex был переведён на множество европейских и неевропейских языков. В 1985 году состоялась экранизация серии.

## История публикаций

### Происхождение персонажа

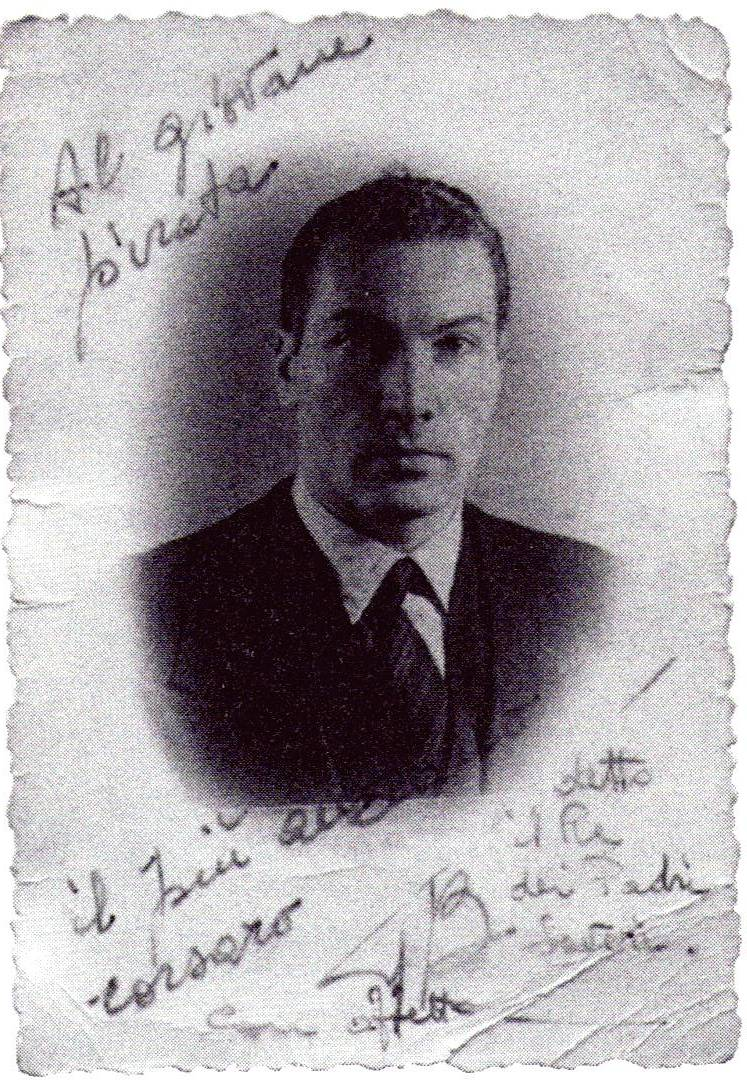
Джованни Луиджи Бонелли (1908—2001) — итальянский сценарист и издатель, один из создателей Текса и основатель ведущего итальянского комикс-издательства Sergio Bonelli Editore

Персонаж Текс Уиллер был придуман Джованни Луиджи Бонелли и Аурелио Галлеппини во время работы над другим проектом — комиксом Occhio Cupo («Тёмный глаз»), представлявшим собой классическую историю в духе «плаща и шпаги», от которой издатели ожидали большего успеха. Изначально Текс унаследовал некоторые черты героя Occhio Cupo, включая облегающие джинсы, свободные сапоги и рубашку с бахромой. Однако, когда Occhio Cupo не оправдал ожиданий, а Tex стал приобретать популярность, художники пересмотрели внешний облик героя, придав ему узнаваемый и ставший культовым стиль.
Имя персонажа было навеяно вывеской миланского магазина Tex Moda, а первоначальная фамилия — Killer — по предложению Теа Бонелли была заменена на более нейтральную Willer, чтобы избежать возможных проблем с цензурой.
Текс стал вторым вестерн-персонажем, созданным Бонелли после Il Giustiziere del West (1947). Он дебютировал на фоне растущей популярности других героев этого жанра, таких как Блек Мачинья (Il Grande Blek) и Капитан Микки (Capitan Miki), созданных коллективом авторов EsseGesse. Однако в отличие от них, Tex продемонстрировал устойчивую популярность и стал самым долгоживущим персонажем в истории итальянских комиксов.
Примечательно, что задолго до появления исторического ревизионизма в американской культуре, Tex стал одним из первых комиксов, где коренные народы Америки изображались не как карикатурные дикари, а как носители богатой, глубоко укоренённой культуры, заслуживающей уважения и понимания.

### Публикации и форматы

#### Полосатая серия
Первые истории о Тексе начали выходить в 1948 году в издательстве Edizioni Audace (позже — Edizioni Araldo) в формате горизонтальных полос (16,5 × 8 см), характерном для итальянских комиксов того времени. Серия под названием Collana del Tex издавалась еженедельно до 1967 года и насчитывает 973 выпуска, сгруппированных в 36 серий.
Непроданные номера объединялись в сборники с новой обложкой. Было выпущено три таких серии: 7 выпусков (1949—1950), так называемая «белая серия» (132 выпуска, 1950—1966) и «красная серия» (194 выпуска, с 1956 года).
С 1952 года началось первое переиздание ранних историй в более привычном книжном формате под названием Albi d’Oro. Всего вышло 205 выпусков. Позже они были переизданы как Gigante, получивший культовый статус среди коллекционеров.

#### Формат Gigante
С 1958 года основным форматом публикации стал Tex Gigante — 112-страничные черно-белые выпуски размером 16×21 см. В октябре 1968 года серия начала публиковать оригинальные истории, а не только переиздания. С тех пор этот формат стал основным как для текущих выпусков, так и для архивных историй.

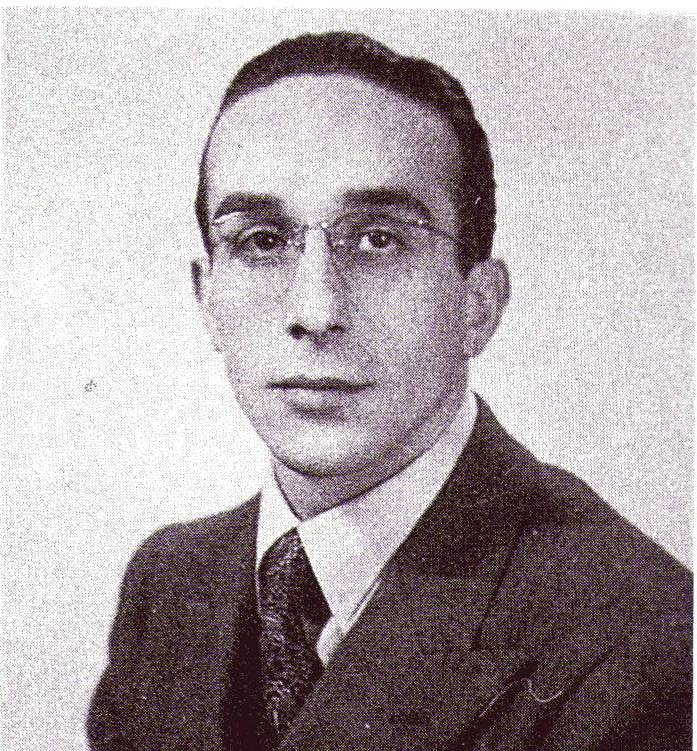
Аурелио Галлеппини (1917—1994) — итальянский художник, соавтор Текса и его главный иллюстратор на протяжении более сорока лет. Он создал визуальный облик героя и оформил около двух тысяч обложек серии

Начиная с 93-го выпуска объем был увеличен до 116 страниц. Обложки до номера 400 рисовал Аурелио Галлеппини, затем их оформление перешло к Клаудио Вилле. Серия остается черно-белой за исключением юбилейных цветных выпусков (например, № 100, № 575, № 695 и др.).
Сюжеты нередко растягиваются на несколько выпусков. Самая длинная история — Ritorno a Pilares (586 страниц, 5 выпусков). С 2021 года в июле стали выходить два выпуска в месяц: регулярный и дополнительный, содержащий отдельную завершённую историю.

#### Переиздания
Ранние выпуски переиздавались многократно, сначала в адаптированных (цензурированных) версиях. Первое официальное переиздание в формате Tex Tre Stelle началось в 1964 году и продолжалось до 2017 года (636 выпусков). С 2017 года его сменила цветная серия Classic Tex, выходящая дважды в месяц.
Другие переиздания:
- Tutto Tex (с 1985) — с редакцией текста;
- Tex Nuova Ristampa (с 1996) — с обновлёнными диалогами;
- Tex Collezione Book (анонсирован в 2025) — в твёрдом переплёте.

Существуют и тематические сборники:
- Collezione storica a colori (с 2007) — хронологическое цветное переиздание;
- Super Tex (с 2021) — цветные истории вне основной серии.

#### Специальные серии

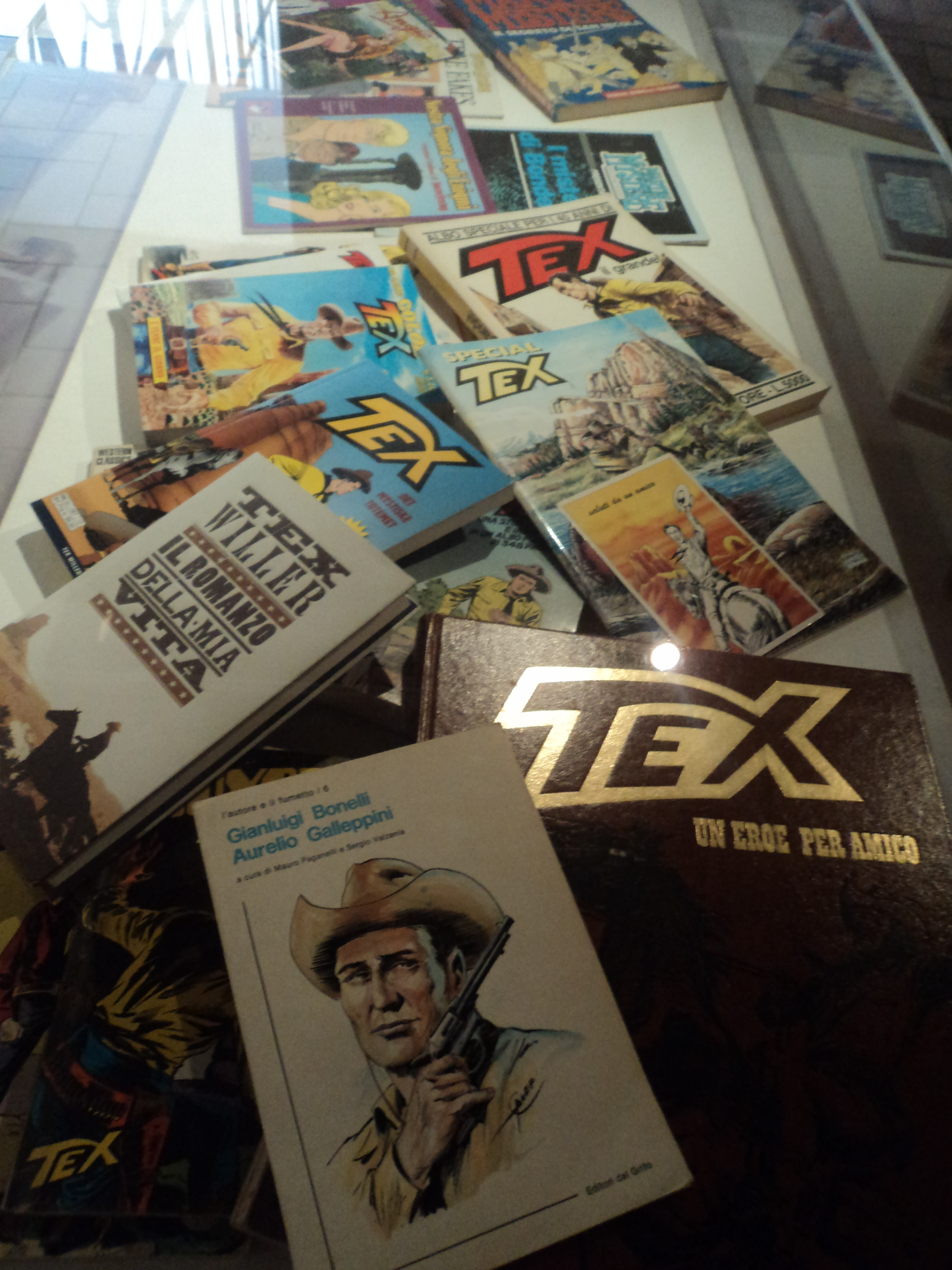
Разные серии

С 1988 года ежегодно выпускаются специальные альбомы большого формата, объединённые в серию Speciale Tex (или Texone), как правило с участием известных художников. К другим дополнительным сериям относятся:
- Maxi Tex — увеличенный объём (около 300 стр.);
- Color Tex — цветные выпуски (с 2011);
- Tex Magazine (ранее Almanacco del West) — с дополнительными материалами;
- Tex Romanzi a fumetti — цветные альбомы с более сложной графикой (с 2015).

Особый случай — восстановленная в 2017 году история La banda del campesino (1951), ранее публиковавшаяся фрагментами на обороте выпусков.
В 2023 году был опубликован альбом Ombre di morte с ранее неизвестным сценарием Дж. Л. Бонелли. История осталась незавершённой; финал планируется выпустить позже.

#### СерияTex Willer
С 2018 года выходит отдельная серия Tex Willer, посвящённая молодости героя. Выпуски ежемесячные, чёрно-белые, по 64 страницы. Один раз в год выходит специальный цветной выпуск. Художником обложек выступает Маурицио Дотти (за исключением номера 0, оформленного Алессандро Пиччинелли).
В 2021 году история Il magnifico fuorilegge была переиздана в виде мини-серии Tex Willer Extra.

## Персонажи
В центре сюжета стоят четыре героя, которых Текс называет своими «пардами» — соратниками и товарищами по борьбе за справедливость. Хотя не все они появляются в каждой истории, именно эта группа составляет основную команду Текса.
- Текс Уиллер — главный герой серии, быстрый и меткий стрелок около сорока лет. Изначально он был вне закона, но вскоре вступил в корпус техасских рейнджеров, где познакомился с Кит Карсоном. Позже Текс формально покидает службу, но остаётся доступен для особых заданий. Он также является верховным вождём племён навахо, которые называют его «Ночной Орёл», и официальным агентом правительства США по работе с индейцами. Текс — непреклонный защитник справедливости, мастер стрельбы и рукопашного боя, готовый защищать слабых, даже если это противоречит закону, но при этом всегда придерживается собственного морального кодекса.
- Кит Карсон — опытный рейнджер и наставник Текса, которого индейцы зовут «Серебряные Волосы». Впервые появляется во второй серии, в возрасте около 30 лет. Отличается виртуозным владением оружием — пистолетами и винчестером. Несмотря на седину и возраст около 50 лет, остаётся ловким и боеспособным, часто сопровождает Текса в приключениях. В персонаже Кит отражён пожилой, порой ворчливый, но преданный друг, часто выступающий голосом здравого смысла.
- Кит Уиллер — сын Текса и его жены-индеанки Лилит, прозванный «Маленьким Орлом» индейцами навахо. Появляется с ранних выпусков, но в полном объёме участвует в приключениях примерно с 18 лет. Воспитывался в миссии Санта-Анита, получил хорошее образование и военную подготовку, однако выбрал путь рейнджера, как отец. Обучен стрельбе и индейским умениям, переданным ему Тайгером Джеком.
- Тайгер Джек — воин племени навахо и кровный брат Текса. Впервые появляется в восьмом выпуске. Стал постоянным спутником Текса после трагической гибели Лилит. Тайгер — превосходный стрелок из винчестера, а также мастер владения ножом, луком и томагавком. Его уникальный талант — находить и следить по следам, что делает его незаменимым в поисковых и разведывательных задачах. Возраст оценивается примерно в 35-40 лет.

## Исторические события
Некоторые истории о Тексе включают в себя второстепенных персонажей или упоминают исторические личности и реальные события. Обычно это небольшие допущения, которые служат для придания сюжету большей достоверности, одновременно отдавая дань уважения знаменитым личностям эпохи Дикого Запада.
Среди исторических персонажей, появляющихся в комиксах, можно отметить таких выдающихся индейских вождей, как знаменитые Кочисе и Джеронимо, Сидящий Бык и Бешеный Конь. Также в сюжетах фигурируют генерал Кастер, известный охотник на бизонов Буффало Билл, стрелок Дикий Билл Хикок и Бедовая Джейн. Кроме того, Тексу приходится иметь дело с известной бандой преступников Бутча Кэссиди и бандой Далтонов.
Из исторических событий, в которых участвует персонаж, наиболее известна Гражданская война в США, в которой Текс принимает участие, хотя и без официальной военной формы. По задумке автора, конфликт застает Текса в роли ковбоя, путешествующего с двумя товарищами — «Проклятым» Диком Дейтоном и Родом Вёрджилом, с целью продажи небольшой стаи скота. Род становится конфедератом, тогда как Текс и «Проклятый» Дик, выступающие против рабства, несмотря на то что сами из Техаса, записываются в разведчики армии Союза — 3-й отряд охотников. Их вклад в войну заключается в действиях партизанского характера и саботаже против южан. Во время битвы при Шайло они сталкиваются с Родом, который смертельно ранен на противоположном фронте. После этой трагедии Текс клянется больше не брать в руки оружие в этой, как он считает, бессмысленной гражданской войне, кроме как для самообороны, развивая в себе убежденный пацифизм. Позже в серии появятся другие эпизоды, посвящённые этому важному периоду жизни Текса — как с участием Дика, так и в одиночку.
Текс и Кит Карсон наблюдают за битвой при Роузбаде с холма, а Текс становится свидетелем гибели генерала Джорджа Армстронга Кастера в битве при Литтл-Бигхорн.
Текс и Кит Карсон помогают колонистам, активно участвуя в земельной лихорадке Оклахомы.
Следует отметить небольшое несоответствие хронологии: в более ранних выпусках, например в номере 20 «Отважный план», Гражданская война изображается как текущий конфликт, однако участие Текса в ней тогда не упоминается напрямую.